# Rebolledo de la Torre (kommunhuvudort)
Rebolledo de la Torre är en kommunhuvudort i Spanien.   Den ligger i provinsen Provincia de Burgos och regionen Kastilien och Leon, i den norra delen av landet, 260 km norr om huvudstaden Madrid. Rebolledo de la Torre ligger 956 meter över havet och antalet invånare är 168.
Terrängen runt Rebolledo de la Torre är lite kuperad. Runt Rebolledo de la Torre är det mycket glesbefolkat, med 3 invånare per kvadratkilometer. Närmaste större samhälle är Aguilar de Campóo, 12,0 km norr om Rebolledo de la Torre. Trakten runt Rebolledo de la Torre består i huvudsak av gräsmarker.